# Lucius Cornelius Cinna (consul en -87)
Pour les articles homonymes, voir Cinna et Cornelius Cinna.
Lucius Cornelius Cinna (mort en 84 av. J.-C. à Ancône), partisan de Marius, est consul sans interruption de 87 av. J.-C. à 84 av. J.-C., et règne par la terreur sur Rome par ses proscriptions.
Il veut faire rappeler d'exil Caius Marius, malgré l'opposition de son collègue Octavius, mais le Sénat le dépouille de son titre de consul au profit de Lucius Cornelius Merula et le chasse de la ville. Furieux, il rassemble une armée, marche sur Rome accompagné de Marius, de Cnaeus Papirius Carbo et de Sertorius, s'empare de la ville, assemble le peuple, fait prononcer solennellement le rappel de Marius et devient le complice de ses cruautés. Il est massacré en 84 av. J.-C., au cours de la sédition de ses propres soldats. Il a été consul quatre ans de suite (87-84), en contravention avec la loi d’espacement des mandats.
Il a eu un fils Lucius Cornelius Cinna et une fille Cornelia Cinna, laquelle épouse Jules César en 84 av. J.-C., et lui donne en 83 av. J.-C. son seul enfant légitime, sa fille Julia.